# Краснобрюхий аттагис
Краснобрюхий аттагис (лат. Attagis gayi) — вид птиц семейства зобатые бегунки из рода Attagis. Обитает в горах Южной Америки (Перу, Боливия, Чили  до юга Аргентины), изолированная часть ареала находится в Эквадоре.

## Таксономия и систематика
Вид описан в 1831 году французскими натуралистами Сент-Илером и Лессоном по экземплярам, добытым в горах Чили. В экспедиции непосредственное участие принимал Клод Ге, работавший в то время на чилийское правительство. В его честь дано видовое название.
На протяжении обширного ареала этой птицы выделены три подвида:
- Attagis gayi gayi — Чили, Аргентина.
- Attagis gayi latrelillii — Эквадор.
- Attagis gayi simonsi — Перу, Боливия, Чили и северо-запад Аргентины.

Есть минимум одно предположение, что эквадорский подвид заслуживает выделения в самостоятельный вид.

## Описание
Краснобрюхий аттагис имеет длину от 27 до 30 см и массу от 280 до 400 г. Половой диморфизм не выражен. Верхняя часть тела имеет оперение из пёстрых рыжевато-коричнево-чёрных перьев; нижняя часть тела монотонная, бледно-рыжевато-коричневая. Подвид A. g. latreillii, обитающий в Эквадоре, имеет более яркий рыжий цвет, чем номинативный подвид. Молодые особи очень похожи на взрослых, но с более тонкими пестринами на верхней части тела.

## Распространение и среда обитания
Краснобрюхий аттагис населяет альпийскую зону Анд вплоть до линии снега. Он встречается как в заболоченных и других влажных местах, так и в более сухих и каменистых ландшафтах. Подвид A. g. latrelillii обычно встречается в парамо. В северной половине ареала он в основном обитает на высоте от 4000 до 5500 м. Дальше на юг его можно встретить на высоте до 2000 м, а на крайнем юге — до 1000 м.

## Образ жизни
Ккраснобрюхий аттагис ведёт более или менее оседлый образ жизни, хотя считается, что южные популяции зимой перемещаются на более низкие высоты. Птицы отлично летают, и будучи вспугнуты, они летят быстрым зигзагом. Во время полета, а также во время бега часто кричит. Голос —  «мелодично звучащее «гли-гли-гли…» или «куль-куль-куль…», которое несколько птиц могут издавать одновременно.
Кормится растительной пищей, обычно по влажных местам, но подробности его рациона отсутствуют.
О биологии размножения этого вида известно немного. В Чили он откладывает яйца в сентябре и октябре; дальше на север сезон гнездования продолжается до декабря. Гнездо представляет собой неглубокую впадину в земле. В кладке 3—5 яиц овальной формы, охристо-оливкового цвета с каштановыми и сиреневыми отметинами. Инкубационный период продолжается около 21 дн. Насиживает кладку исключительно самка, самец отвечает только за охрану самки и гнезда. Когда самка покидает гнездо для питания, она прикрывает яйца растительностью; когда у нее нет времени прикрыть гнездо, например, когда его потревожил потенциальный хищник, она отходит, не прикрывая его, и разыгрывает сцену, в которой симулирует травму.